# سیتائریاس آندرومدا
سیتائریاس آندرومدا (نام علمی: Cithaerias andromeda) یا همان پاپیلیو آندرومدا (نام علمی: Papilio andromeda) یک گونه پروانه از تیره فرچه‌پایان است که در سورینام، گویان فرانسه، ونزوئلا، پرو، بولیوی و برزیل یافت می‌شود.
این پروانه نخستین‌بار توسط خوان کریستین فابریشز نام‌گذاری‌شد.
در قلمرو نوگرمسیری 5 گونه از تیره Cithaerias ضبط شده است، چهار زیرگونه در س. آندرومدا ضبط شده است .

## پراکندگی و زیستگاه
این گونه در در سورینام، گویان فرانسه، ونزوئلا،برزیل، پرو و بولیوی یافت می‌شود. زیستگاه ای گونه جنگل ها و جنگل های بارانی می باشد.

## کتاب شناسی
Lamas G. (2004), Atlas of neotropical Lepidoptera, ISBN 0945417284